# Croton glechomifolius
Espèce
Croton glechomifolius est une espèce de plantes à fleurs du genre Croton et de la famille des Euphorbiaceae, présente du sud-est du Brésil jusqu'en Argentine (province de Misiones).
Il a pour synonyme :
- Croton tragifolius, Baill., 1865
- Oxydectes glechomifolia, (Müll.Arg.) Kuntze